# Peponocranium ambrosii
Espèce
Peponocranium ambrosii est une espèce d'araignées aranéomorphes de la famille des Linyphiidae.

## Distribution
Cette espèce est endémique des Alpes. Elle se rencontre dans en Italie, en Suisse et en Autriche.

## Description
La carapace du mâle holotype mesure 0,622 mm de long sur 0,660 mm et la carapace de la femelle paratype 0,710 mm de long sur 0,542 mm.

## Systématique et taxinomie
Cette espèce a été décrite par Milano et Isaia en 2025.

## Étymologie
Cette espèce est nommée en l'honneur d'Ambros Hänggi.

## Publication originale
- Milano, Pantini & Isaia, 2025 : « A new species of Peponocranium (Araneae, Linyphiidae) from the Alps. » Arachnologische Mitteilungen, vol. 69, p. 19-26.